# Prząsław (gmina)
Prząsław – dawna gmina wiejska istniejąca do 1954 roku w woj. kieleckim. Siedzibą władz gminy był Prząsław. 
W okresie międzywojennym gmina Prząsław należała do powiatu jędrzejowskiego w woj. kieleckim. Po wojnie gmina zachowała przynależność administracyjną. Według stanu z dnia 1 lipca 1952 roku gmina składała się z 16 gromad: Brynica Sucha, Caców, Cierno, Chorzewa, Deszno, Kamieniec Cierniecki, Książę Skroniów, Lasków, Potok Mały, Potok Wielki, Prząsław, Skroniów, Sudół, Warzyn, Wojciechowice i Zagórze.
Jednostka została zniesiona 29 września 1954 roku wraz z reformą wprowadzającą gromady w miejsce gmin. Po reaktywowaniu gmin z dniem 1 stycznia 1973 roku gminy Prząsław nie przywrócono, a jej dawny obszar wszedł głównie w skład gmin Jędrzejów i Nagłowice w tymże powiecie i województwie.